# Apeadero de Tojeirinha
El Apeadero de Tojeirinha es una plataforma de la Línea de la Beira Baixa, que sirve a la localidad de Tojeirinha, en el Distrito de Castelo Branco, en Portugal.

## Historia
Esta plataforma se encuentra en el tramo entre Abrantes y a Covilhã de la Línea de la Beira Baixa, que comenzó a ser construido a finales de 1885, y entró en explotación el 6 de septiembre de 1891.